# Де Коль, Элеттра
Эле́ттра Де Коль (итал. Elettra De Col; род. 8 декабря 1987, Пьеве-ди-Кадоре, Венеция) — итальянская кёрлингистка.

## Достижения
- Чемпионат Европы по кёрлингу: серебро (2006).
- Чемпионат Италии по кёрлингу среди женщин: золото (3 раза), серебро (3 раза), бронза (2 раза).
- Чемпионат Европы по кёрлингу среди смешанных команд: серебро (2006).
- Чемпионат Италии по кёрлингу среди смешанных команд: золото (2 раза).
- Первенство Европы по кёрлингу среди юниоров: золото (2007), бронза (2006).
- Чемпионат Италии по кёрлингу среди юниоров: золото (2 раза).

## Команды
| Сезон                                          | Четвёртый          | Третий             | Второй               | Первый             | Запасной                                    | Турниры                          |
| ---------------------------------------------- | ------------------ | ------------------ | -------------------- | ------------------ | ------------------------------------------- | -------------------------------- |
| 2003—04                                        | Диана Гаспари      | Роза Помпанин      | Арианна Лоренци      | Anna Ghiretti      | Элеттра Де Коль тренер: Родгер Густаф Шмидт | ЧМЮ 2004 (9 место)               |
| 2004—05                                        | Джорджия Аполлонио | Элеттра Де Коль    | Giorgia Casagrande   | Marella Salvato    | Fabiola Zanotelli тренер: Alberto Menardi   | ЗЕЮОФ 2005 (4 место)             |
| 2005—06                                        | Джорджия Аполлонио | Элеттра Де Коль    | Anna Ghiretti        | Giorgia Casagrande | Guilia Dal Pont тренер: Alberto Menardi     | ПЕЮ 2006                         |
| 2006—07                                        | Диана Гаспари      | Роза Помпанин      | Элеттра Де Коль      | Deborah Pavan      | тренер: Родгер Густаф Шмидт                 | ЗУ 2007 (5 место)                |
| 2006—07                                        | Диана Гаспари      | Джулия Лачеделли   | Джорджия Аполлонио   | Виолетта Кальдарт  | Элеттра Де Коль тренер: Родгер Густаф Шмидт | ЧЕ 2006 · ЧМ 2007 (12 место)     |
| 2006—07                                        | Джорджия Аполлонио | Элеттра Де Коль    | Giulia Dal Pont      | Giorgia Casagrande | Лукреция Сальваи тренер: Роберто Лачеделли  | ПЕЮ 2007 · ЧМЮ 2007 (10 место)   |
| 2007—08                                        | Диана Гаспари      | Джулия Лачеделли   | Элеттра Де Коль      | Виолетта Кальдарт  | Лукреция Лауренти тренер: Жан-Пьер Рюче     | ЧЕ 2007 (6 место)                |
| 2007—08                                        | Диана Гаспари      | Джорджия Аполлонио | Элеттра Де Коль      | Виолетта Кальдарт  | Лукреция Лауренти тренер: Жан-Пьер Рюче     | ЧМ 2008 (11 место)               |
| 2008—09                                        | Диана Гаспари      | Джорджия Аполлонио | Виолетта Кальдарт    | Элеттра Де Коль    | Лукреция Сальваи тренер: Жан-Пьер Рюче      | ЧЕ 2008 (5 место)                |
| 2008—09                                        | Диана Гаспари      | Джорджия Аполлонио | Виолетта Кальдарт    | Элеттра Де Коль    | Клаудия Альвера тренер: Marcello Pachner    | ЧМ 2009 (12 место)               |
| 2009—10                                        | Джорджия Аполлонио | Элеонора Альвера   | Клаудия Альвера      | Элеттра Де Коль    | Georgia De Lotto                            | ЧЕ 2009 (9 место)                |
| Кёрлинг среди смешанных команд (mixed curling) |                    |                    |                      |                    |                                             |                                  |
| 2006—07                                        | Вальтер Бомбассеи  | Кьяра Оливьери     | Давиде Дзандеджакомо | Sara Zandegiacomo  | Marco Constantini, Элеттра Де Коль          | ЧЕСК 2006                        |
| 2012—13                                        | Алессандро Дзиза   | Элеттра Де Коль    | Альберто Альвера     | Виолетта Кальдарт  | Марко Мариани (ЧЕСК)                        | ЧИСК 2012 · ЧЕСК 2012 (16 место) |

(скипы выделены полужирным шрифтом)